# Leva astipta
Leva astipta är en insektsart som beskrevs av Nicholas David Jago 1996. Leva astipta ingår i släktet Leva och familjen gräshoppor. Inga underarter finns listade i Catalogue of Life.